# Martinskirche (Hamburg-Horn)

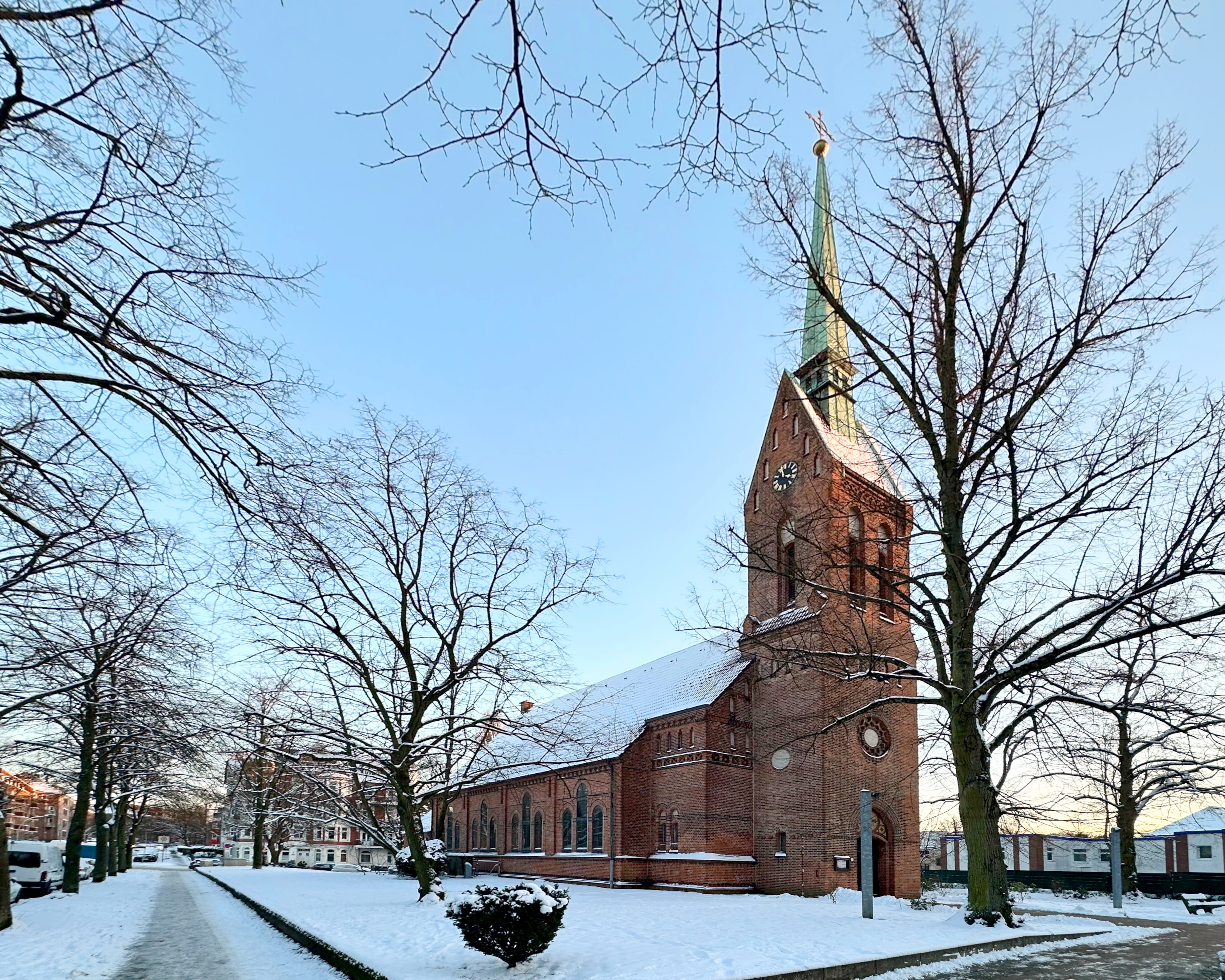
Westseite

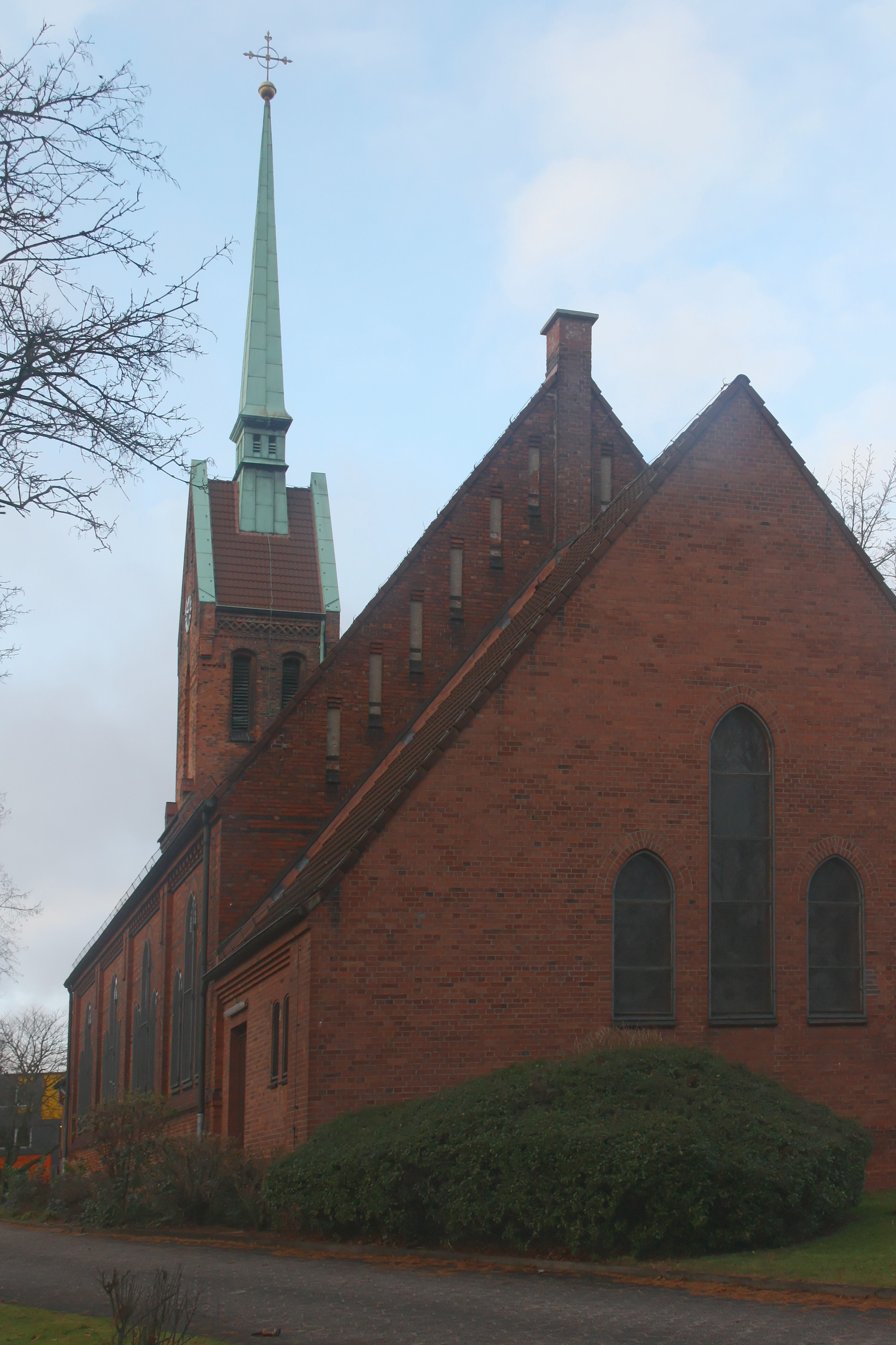
Choransicht

Die Martinskirche im Hamburger Stadtteil Horn wurde 1886 erbaut und steht seit 1998 unter Denkmalschutz. Der verantwortliche Architekt war Johannes Vollmer, benannt ist die Kirche nach Martin Luther.
Sie gehört der „Evangelisch-lutherischen Kirchengemeinde zu Hamburg-Horn“, der im Jahre 2013 etwa 4000 Mitglieder angehörten.

## Bau der Kirche
Wie das gesamte östliche Hamburger Landgebiet gehörte Horn seit dem 14. Jahrhundert zunächst zum Pfarrbezirk der Hamburger Hauptkirche St. Jacobi, später zur Vorstadtgemeinde von St. Georg sowie – ab 1693 – zur neuerbauten Hammer Dreifaltigkeitskirche.
Für die im 19. Jahrhundert stark wachsende Horner Bevölkerung wurde die heutige Kirche 1886 zunächst als Martinskapelle innerhalb der Hammer Gemeinde errichtet. Die Grundsteinlegung erfolgte am 11. April, die Einweihung am 11. November desselben Jahres (Tauftag Martin Luthers). Die Kapelle hatte knapp 400 Sitzplätze, eine Orgel gab es noch nicht. Auch der Kirchturm wurde erst 1894 ergänzt und die Kapelle gleichzeitig zur Martinskirche erhoben, die aber weiterhin zur Hammer Gemeinde gehörte. (Erst 1930 wurde die Horner Gemeinde durch Bestellung eines eigenen Kirchenvorstands formell selbstständig.)

Martinskirche und Pastorat um 1905

In den folgenden Jahrzehnten wuchs die Gemeinde, die Ausstattung der Kirche wurde vervollständigt und die Bauten der Gemeinde im Jahr 1939 nach langer Vorbereitungszeit durch ein Gemeindehaus ergänzt. Im Zweiten Weltkrieg, am 28. Juli 1943, wurde der Stadtteil Horn im Zuge der Operation Gomorrha durch Bomben weitgehend zerstört. Die Kirche zählt zu den wenigen Gebäuden in Horn, die dabei nicht zerstört wurden, die Gemeinde verlor jedoch das erst vier Jahre alte Gemeindehaus. Die Rettung der Kirche war dem damaligen Küster Antholz zu verdanken gewesen, der die entstandenen Brände löschte und sogar eine Brandbombe aus der Kirche entfernte. Dennoch hatten Dach, Orgel, fünf Bänke und die Fenster Schaden genommen. Notdürftig behob man die Gebäudeschäden, sodass bereits am 7. November 1943 wieder ein Gottesdienst durchgeführt werden konnte. Die Martinskirche ist eine der wenigen Kirchen im von der Operation Gomorrha betroffenen Hamburger Gebiet, die sich nach der Bombardierung noch in benutzbarem Zustand befand.

## Innenausstattung

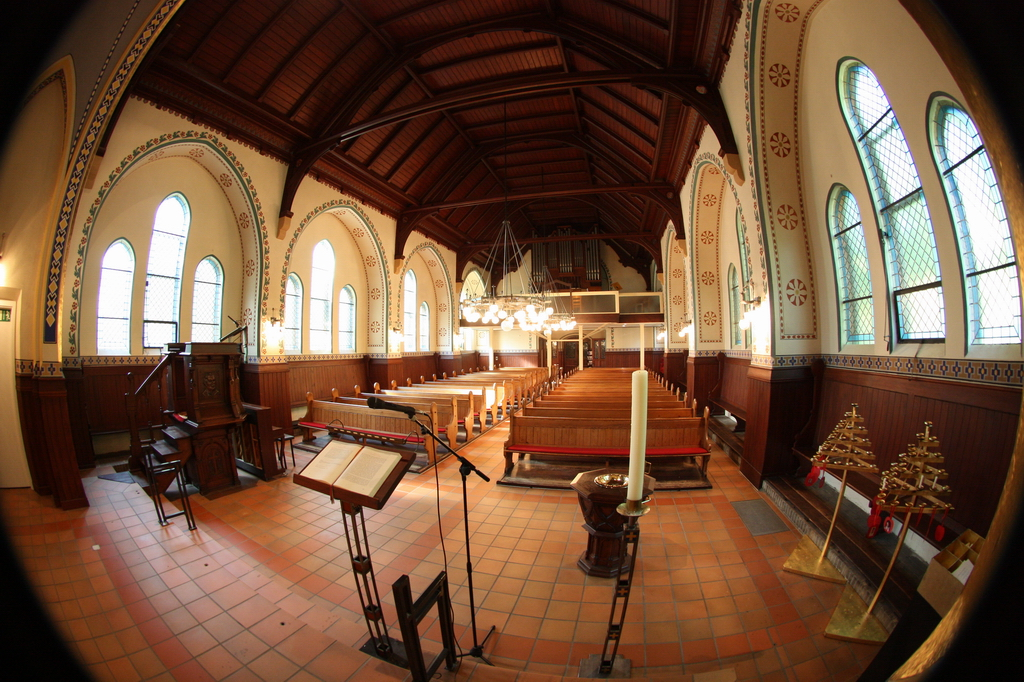
Blick ins Kirchenschiff mit original erhaltener Innenausstattung

Bis zum heutigen Tag ist die in dunklem Holz ausgeführte originale Innenausstattung erhalten. Die Kanzel und das Taufbecken wurden von den Tischlern des Rauhen Hauses geschnitzt und zur Einweihung geschenkt. Das alte Fenster im Altarraum mit dem Bildnis eines liegenden Lammes wurde 1943 so stark zerstört, dass das komplette dreiteilige Fenster ersetzt werden musste. Im Jahre 1949 fertigte der Hamburger Glaskünstler Christel Kuball die neuen Fenster. Das Mittelfenster zeigt die Auferstehung Jesus Christus, die Seitenfenster wurden dem alten Muster angepasst und zeigen u. a. drei Kreise mit Kornähren.
Aus Anlass des 25-jährigen Kirchweihfestes 1911 wurde der Innenraum mit zahlreichen Ornamenten ausgemalt, die aber im Laufe der Zeit bei Renovierungen wieder übermalt wurden. Besonders gravierende Veränderungen nahm man 1966 vor: Um die Kirche heller zu gestalten, wurden bei der Renovierung 1966 die dunkle Decke hellblau übermalt und die Seitenbänke weiß lackiert. 1992 entschloss sich der Kirchenvorstand zu einer grundlegenden Renovierung, die der Kirche das Aussehen von 1911 zurückgeben sollte. In zweijähriger Arbeit wurden die alten Ornamente freigelegt und rekonstruiert. Decke und Seitenwände erhielten die ursprüngliche Farbe. Bei den Arbeiten wurden auch die Brandschäden an den Bänken wieder sichtbar und als Mahnung so belassen.
Die beiden Traustühle waren im November 1936 ein Geschenk der Muttergemeinde Dreifaltigkeitskirche (Hamburg-Hamm) zum 50-jährigen Kirchweihfest und sind noch heute in Verwendung.
Am 21. Februar 1954 kam es zu einem Schornsteinbrand, der den Paramentenraum vernichtete. Der Kirchenvorstand beschloss daraufhin, den Altarraum um eine Bogenachse zu vergrößern. Dabei erhielt die Kirche auch einen neuen schlichten Altar, der am 4. Dezember 1954 geweiht wurde.

## Glocken

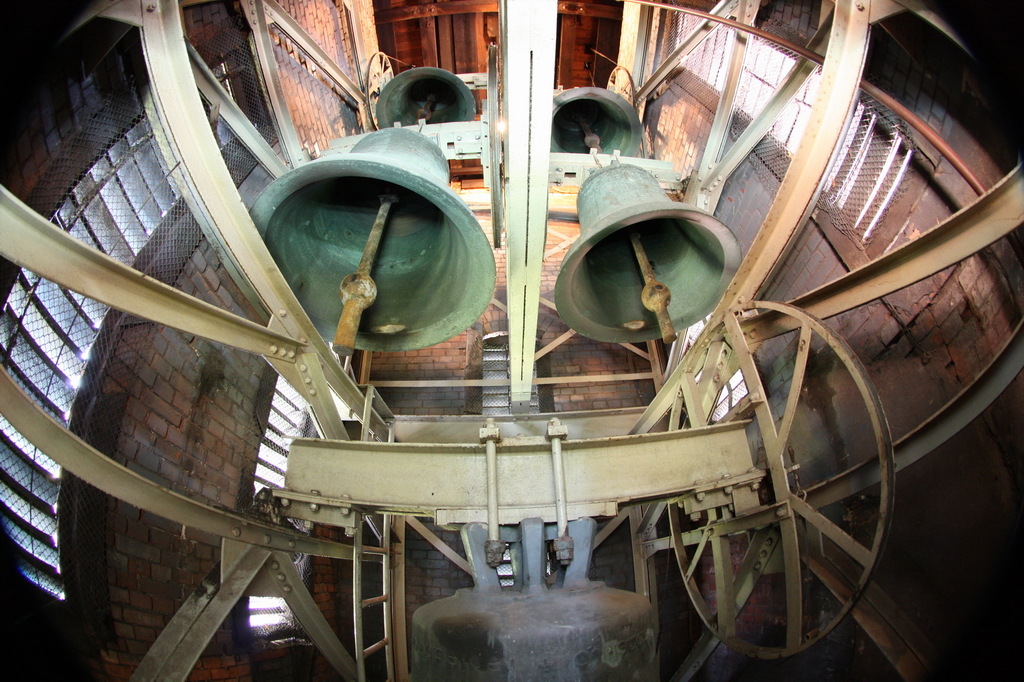
Die fünf Glocken

Mit Bau des Kirchturmes wurden auch zwei Stahlglocken geliefert, die den Zweiten Weltkrieg schadlos überstanden. Ostern 1957 wurde das Geläut um eine Bronzeglocke erweitert. Da das Zusammenspiel mit den Stahlglocken im Klang nicht überzeugte, sammelte der damalige Pastor Dubbels heimlich in der Gemeinde für ein neues Bronze-Geläut und überraschte den Kirchenvorstand 1961 mit der Nachricht, dass vier neue Bronzeglocken aus privaten Mitteln angeschafft werden könnten. Am 23. Oktober 1961 wurden die vier neuen Glocken bei der Glocken- und Kunstgießerei Rincker in Sinn, Hessen (bei Wetzlar) gegossen und am 4. November 1961 bei der 75-Jahr-Feier der Gemeinde feierlich geweiht.
Die beiden alten Stahlglocken schenkte man der Gemeinde Sahlenburg/Cuxhaven, wo sie sich noch heute befinden.
| Nr. | Name     | Durchmesser (mm) | Masse (kg) | Schlagton | Verwendung                   |
| 1   | Liebe    | 1145             | 900        | f′        | Stunden- und Sterbeglocke    |
| 2   | Wahrheit | 1010             | 627        | g′        | Vater-unser-Glocke           |
| 3   | Friede   | 900              | 437        | a′        | Mittag- und Abendgebet       |
| 4   | Freiheit | 820              | 330        | c″        | Viertelstundenglocke         |
| 5   | Freude   | 735              | 235        | d″        | keine solistische Verwendung |

## Gegenwart
In der Kirche wirken eine Pastorin, ein Pastor und zwei Diakoninnen. Einen fest angestellten Küster gibt es heute nicht mehr, diese Aufgabe wird  ehrenamtlich von Gemeindemitgliedern übernommen. Gottesdienste finden jeden Sonntag um 11 Uhr statt.
Im Jahre 2002 wurde in Horn der Pastor-Dubbels-Weg nach dem von 1937 bis 1982 in der Gemeinde tätigen Pastor Hans-Jürgen Dubbels benannt.

## Orgel

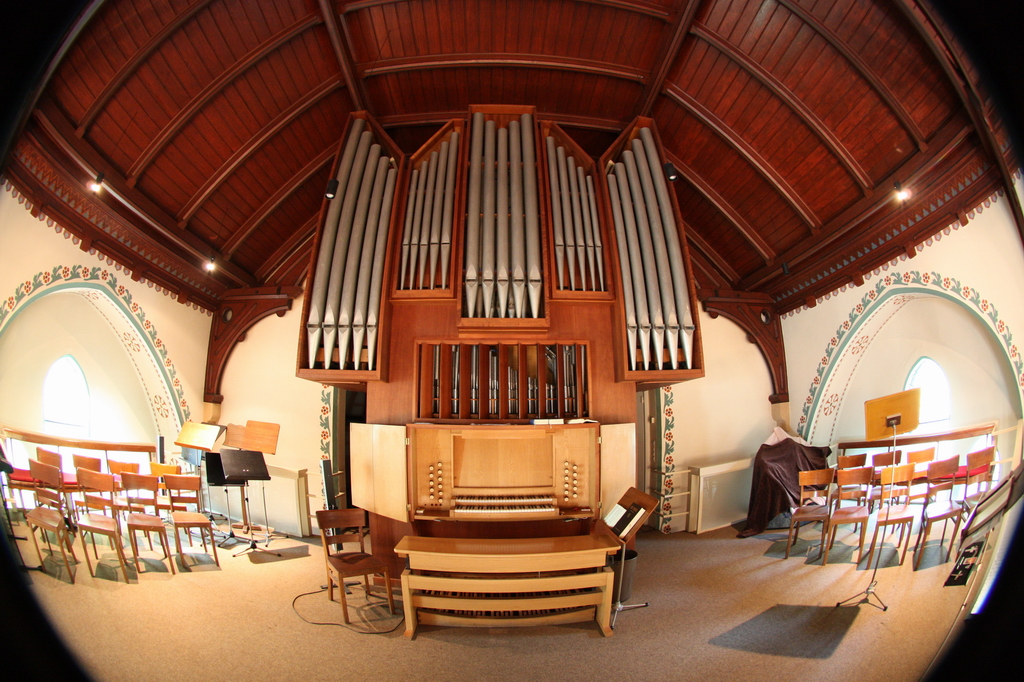
Orgel mit oberer Empore

Die erste Orgel erhielt die Kirche bereits 1905. Gebaut wurde sie von der Firma E. F. Walcker & Cie. Da sie sehr unter den Kriegseinwirkungen gelitten hatte, wurde sie 1966 durch eine Orgel aus der Werkstatt von Alfred Führer ersetzt. Führer hatte zu diesem Zeitpunkt bereits die Orgeln für die Töchtergemeinden Kapernaum und Timotheus geliefert. Für die neue Orgel wurde eigens eine Empore in das Kirchenschiff gebaut, damit der Klang sich besser entwickeln konnte.
Ihre Disposition lautet:
| I Hauptwerk C– |                 |       |
| 1.             | Prinzipal       | 8′    |
| 2.             | Rohrflöte       | 8′    |
| 3.             | Oktave          | 4′    |
| 4.             | Oktave          | 2′    |
| 5.             | Sesquialtera II |       |
| 6.             | Mixtur IV–V     | 1 ⁄3′ |
| 7.             | Trompete        | 8′    |

| II Brustwerk C– |                |       |
| 8.              | Gedackt        | 8′    |
| 9.              | Blockflöte     | 4′    |
| 10.             | Prinzipal      | 2′    |
| 11.             | Gemshorn       | 2′    |
| 12.             | Quinte         | 1 ⁄3′ |
| 13.             | Scharff III–IV | 1 ⁄3′ |
| 14.             | Dulcian        | 8′    |
|                 | Tremulant      |       |

| Pedal C– |           |       |
| 15.      | Subbaß    | 16′   |
| 16.      | Prinzipal | 8′    |
| 17.      | Oktave    | 4′    |
| 18.      | Nachthorn | 2′    |
| 19.      | Mixtur IV | 2 ⁄3′ |
| 20.      | Posaune   | 16′   |
| 21.      | Trompete  | 8′    |

- Koppeln: II/I, I/P, II/P

## Weitere Einrichtungen
Auf dem Gelände befindet sich auch das Gemeindehaus, in dem das Kirchenbüro, der Gemeindesaal und zwei Mietwohnungen untergebracht sind. Es gibt dort noch einen weiteren Veranstaltungsraum, der für die verschiedensten Gemeindeaktivitäten (Kirchenvorstandssitzungen, diverse Kursangebote etc.) genutzt wird. Der Gemeindesaal ist an das „kleine Hoftheater“ vermietet.
Der Kirche angeschlossen ist die Kindertagesstätte „Martin“. Darüber hinaus gehört zur Gemeinde auch das „Haus Sturmmöwe“ in Heiligenhafen.

## Fotografien und Karte
Koordinaten: 53° 33′ 0″ N, 10° 4′ 57,2″ O

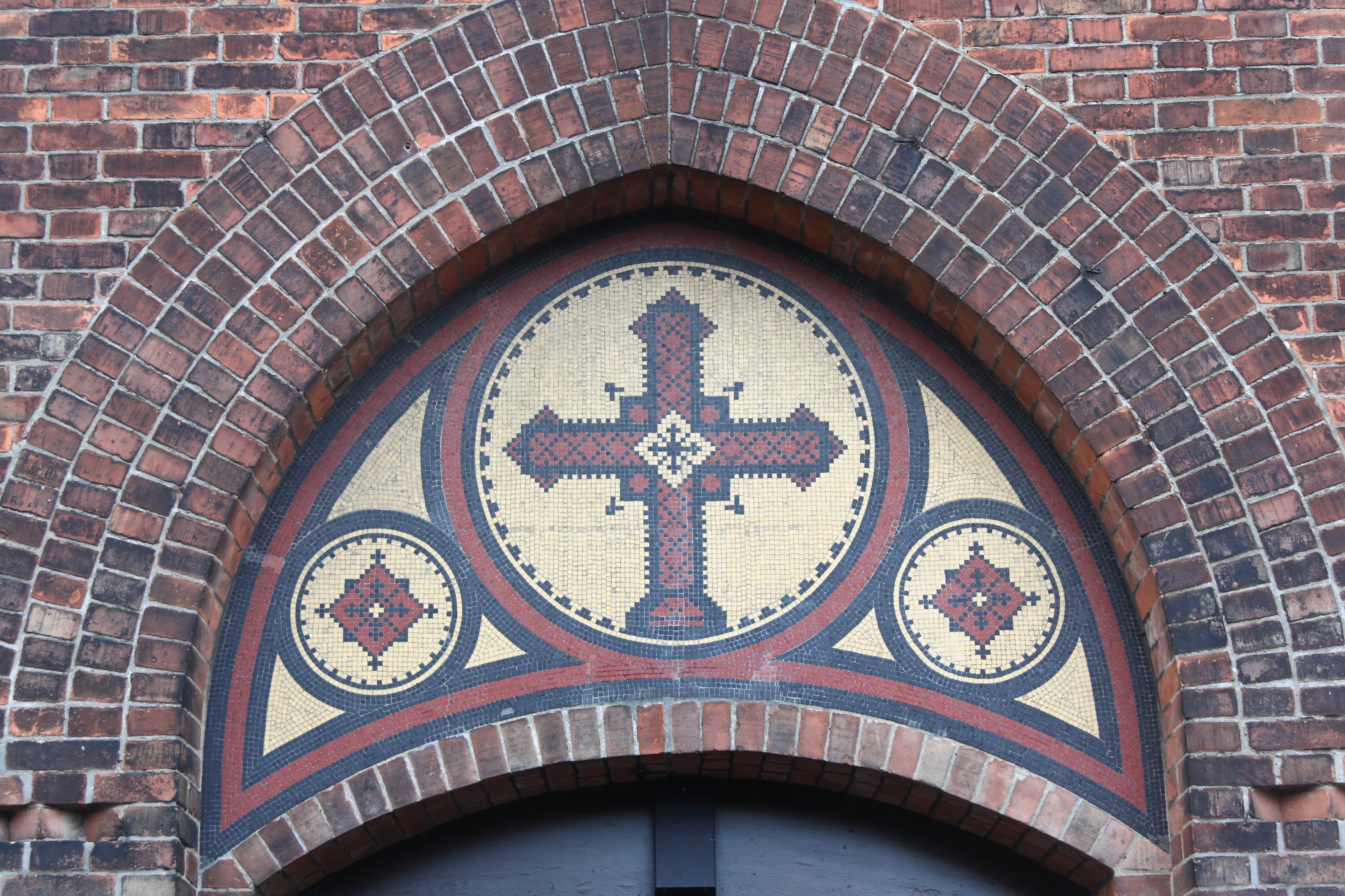
Tympanon über dem Haupteingang
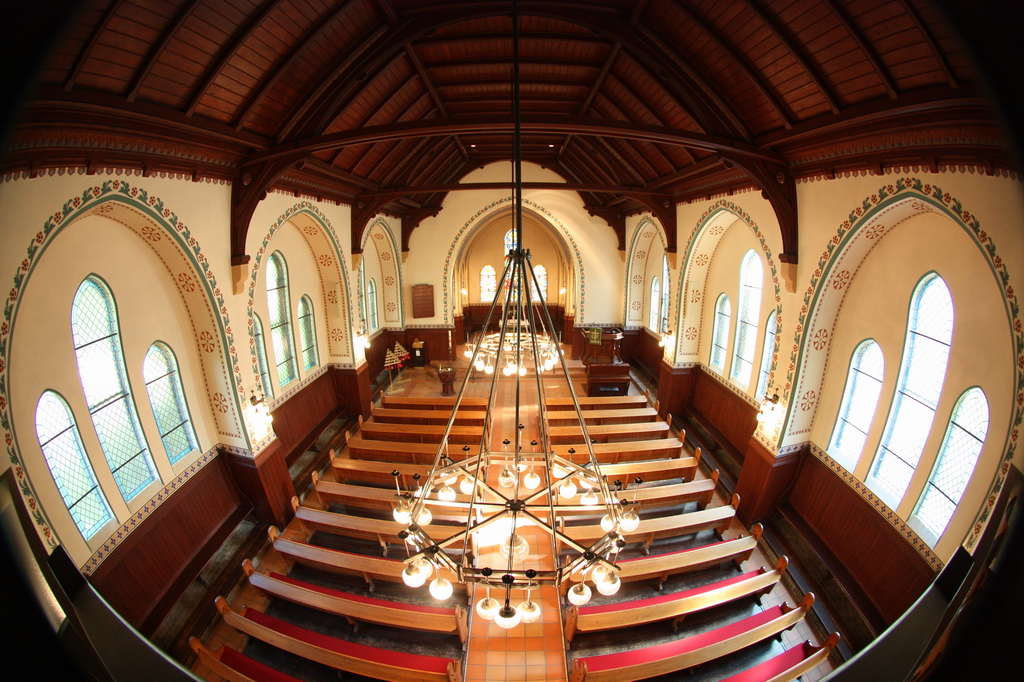
Das Kirchenschiff; Blick von der Orgelempore
Blick von der Orgelempore 1911
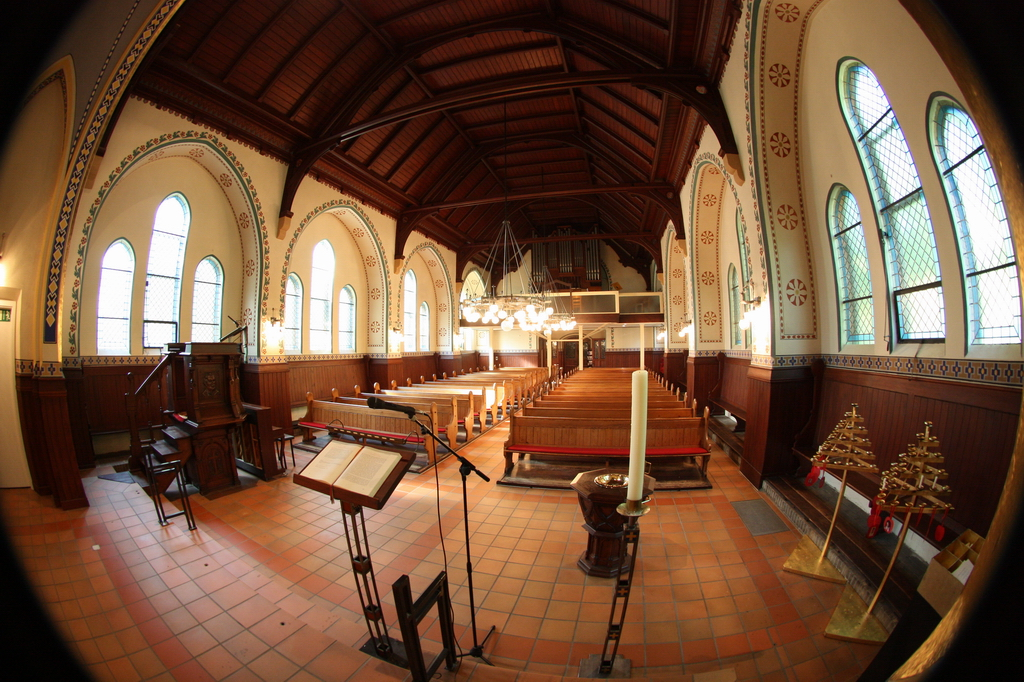
Das Kirchenschiff; Blick über das Taufbecken
Altarraum; Kirchenfenster rückseitig beleuchtet